# Marco Leto

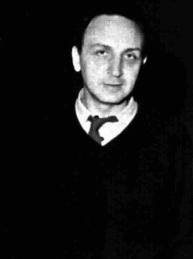
Italienischer Regisseur Marco Leto

Marco Leto (* 18. Januar 1931 in Rom; † 21. April 2016 ebenda) war ein italienischer Film- und Fernsehregisseur sowie Drehbuchautor.

## Leben
Leto begann seine Karriere beim Film als Regieassistent 1954; in dieser Funktion war er für einige Filme bis Mitte der 1960er Jahre tätig. Dann wechselte er zum Fernsehen, wo er für Serien arbeitete, während er für Kinofilme Drehbücher erarbeitete. 1972 debütierte er – zuerst für das Fernsehen, dann im Kino – als Regisseur. Bis Ende des folgenden Jahrzehntes war er hauptsächlich für das Fernsehen aktiv; mit I vecchi e i giovani gelang ihm ein beachtlicher Erfolg nicht nur bei den Kritikern. Seine Kinofilme, der Giallo Al piacere di rideverla und die Auseinandersetzung mit dem Terrorismus A proposito di quella strana ragazza, wurden ebenfalls gelobt.

## Filmografie (Auswahl)

### Regisseur
- 1972: Die Sommerfrische (La villeggiatura) (& Drehbuch)
- 1976: Al piacere di rideverla
- 1989: A proposito di quella strana ragazza

### Drehbuch
- 1968: An den Galgen, Bastardo (I morti non si contano)
- 1968: Ein Colt für hundert Särge (Una pistola per cento bare)
- 1972: Liebe Eltern (Cari genitori)